# فيرونيكا فوركي
فيرونيكا فوركي فازكيز فيغو (1 ديسمبر 1955 - 13 ديسمبر 2021)، هي ممثلة مسرحية وسينمائية وتلفزيونية إسبانية. كانت فائزة بجائزة غويا أربع مرات.

## روابط خارجية
- فيرونيكا فوركي في قاعدة بيانات الأفلام على الإنترنت